# Blimbing (Sambirejo)
Blimbing is een bestuurslaag in het regentschap Sragen van de provincie Midden-Java, Indonesië. Blimbing telt 4219 inwoners (volkstelling 2010).